# Epiceraticelus
Genre
Epiceraticelus est un genre d'araignées aranéomorphes de la famille des Linyphiidae.

## Distribution
Les espèces de ce genre sont endémiques des États-Unis.

## Liste des espèces
Selon World Spider Catalog (version 20.5, 28/07/2019) :
- Epiceraticelus fluvialis Crosby & Bishop, 1931
- Epiceraticelus mandyae Draney, Milne, Ulyshen & Madriz, 2019

## Publication originale
- Crosby & Bishop, 1931 : Studies in American spiders: genera Cornicularia, Paracornicularia, Tigellinus, Walckenaera, Epiceraticelus and Pelecopsis with descriptions of new genera and species. Journal of the New York Entomological Society, vol. 39, p. 359-403.